# Rottach-Egern
Rottach-Egern è un comune tedesco di 5 381 abitanti, situato nel land della Baviera.